# تعطیلات وگاس
تعطیلات وگاس (انگلیسی: Vegas Vacation) فیلمی آمریکایی محصول ۱۹۹۷ بر اساس مطالب نشنال لمپون و چهارمین دنباله سری فیلم‌های تعطیلات نشنال لمپون است. چوی چیس و بورلی دی آنجلو در این فیلم حضور دارند. این فیلم که توسط برادران وارنر منتشر شد، داستان فرانک گریزوالد را دنبال می‌کند که پس از گرفتن اضافه حقوق تصمیم به گذراندن تعطیلات در لاس وگاس می‌گیرد.